# Bursfjärdgrundet
Bursfjärdgrundet is een Zweeds eiland behorend tot de Pite-archipel. Het eiland ligt voor de kust van Jävrebodarna. Het heeft geen oeververbindingen en heeft een zomerhuisje als bebouwing. Bursfjärsgrundet betekent ondiepte is Bjursfjärd, de fjord waarin het eilandje ontstaan is.